# 阿布·菲達鏈坑
阿布·菲达链坑（Catena Abulfeda）是月球上间于阿布·菲达环形山（Abulfeda）南缘和阿尔马农环形山（Almanon）北缘间的一串陨石坑链，总体长度为210公里，横跨阿爾泰峭壁，月面坐标为北纬16.9°、东经17.2°（16°54′S 17°12′E / 16.9°S 17.2°E）。
据认为该链坑形成于解体彗星的撞击。

## 另请参阅
- 月球环形山列表
- 月球表面特征列表